# Aeolidiella drusilla
Aeolidiella drusilla is een slakkensoort uit de familie van de Aeolidiidae. De wetenschappelijke naam van de soort is voor het eerst geldig gepubliceerd in 1900 door Bergh.